# Wehrmacht

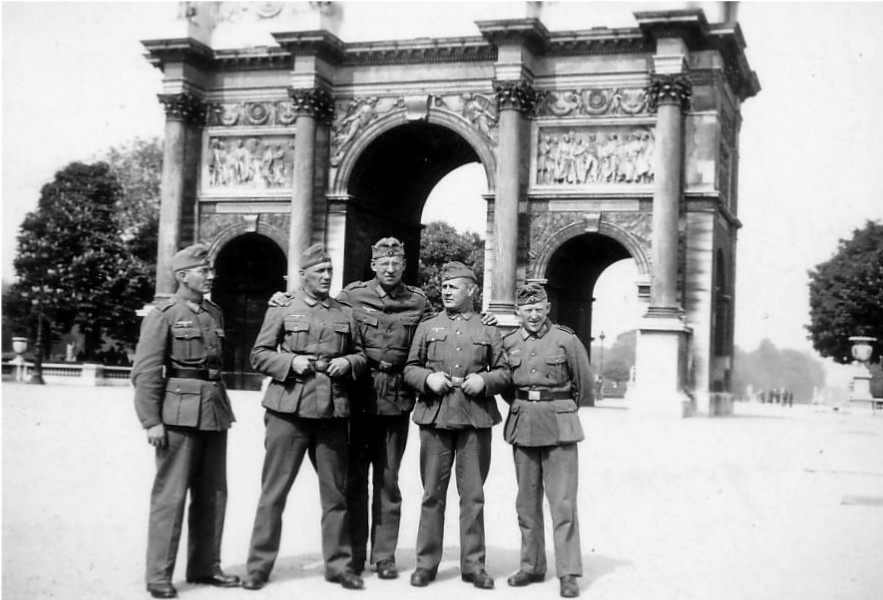
Duitse soldaten in Parijs (1940)

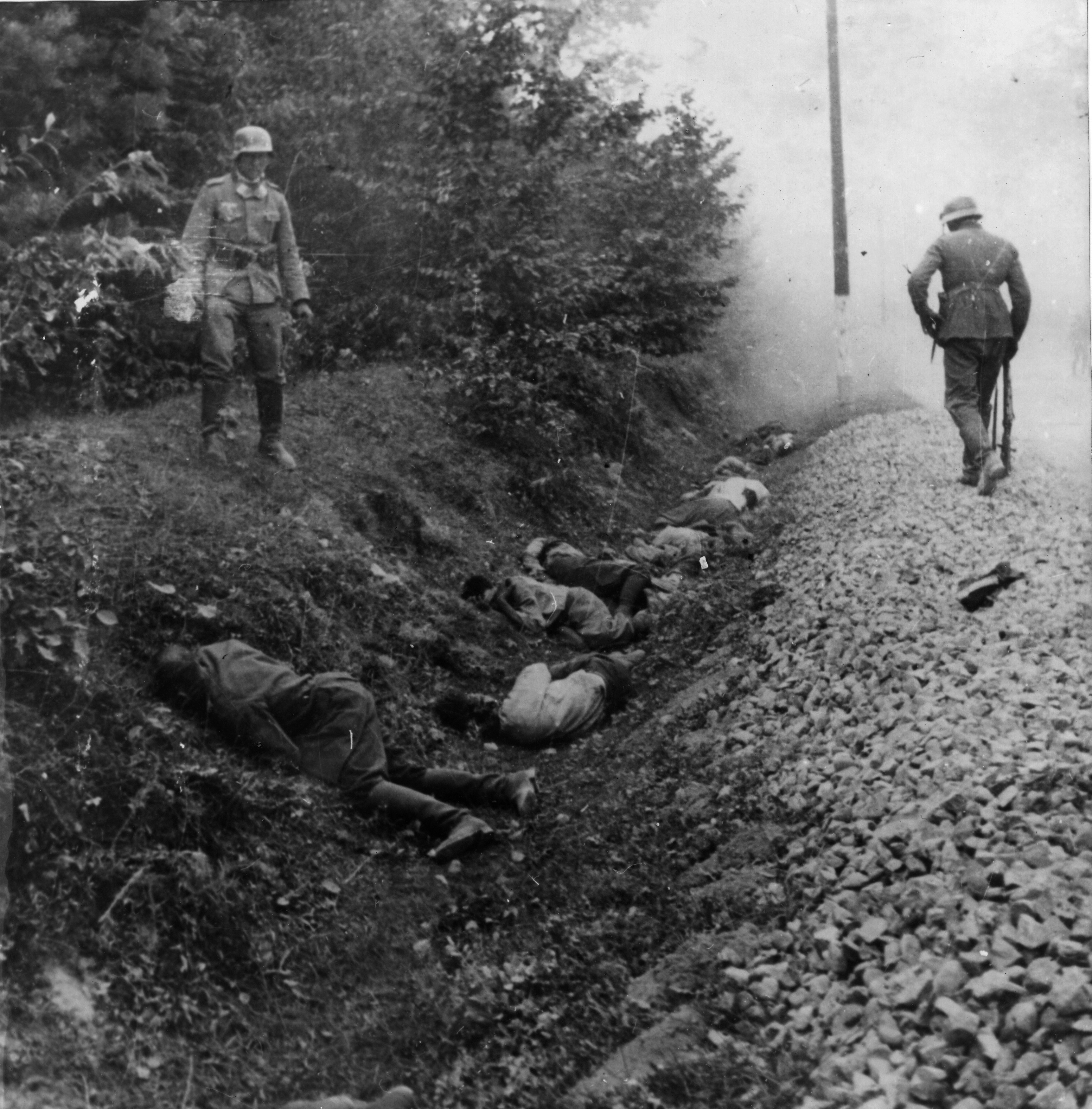
Poolse krijgsgevangenen, geëxecuteerd door de Wehrmacht (1939)

De Wehrmacht was de krijgsmacht van Nazi-Duitsland dat vanaf 1935 tot 1945 onder politieke en later directe leiding van Adolf Hitler is opgebouwd. Voordien, tijdens de Weimarrepubliek, stonden de Duitse strijdkrachten bekend als de Reichswehr. De Wehrmacht bestond uit het Heer (landmacht), Kriegsmarine (zeemacht) en Luftwaffe (luchtmacht). Alle militairen in dit leger moesten een eed van trouw aan Hitler persoonlijk zweren.
Toen de nazipartij in 1933 de macht greep, besloot Hitler zo snel mogelijk en met veel durf tot het inrichten van de Wehrmacht, een moderne en nadrukkelijk offensieve strijdmacht, die de langetermijndoelen van de nazi's ondersteunen kon om verloren gebied terug te winnen en nieuw te veroveren. Dit vereiste het herstel van de dienstplicht en enorme investeringen en uitgaven in de wapenindustrie.
De Wehrmacht heeft een cruciale rol gespeeld in de Tweede Wereldoorlog bij het verwezenlijken van de politieke doelstellingen van nazi-Duitsland. Ook was de Wehrmacht aan één kant medeverantwoordelijk voor het plegen van oorlogsmisdaden, voornamelijk aan het oostfront tegen de Sovjet-Unie en in de Balkan. Ook aan Hitlers Holocaust heeft de Wehrmacht voor een deel bijgedragen (door logistieke ondersteuning aan en medewerking aan massamoorden begaan door de Einsatzgruppen). 
Aan de andere kant werd er reeds vanaf 1938 vanuit de Wehrmacht ook verzet gepleegd tegen het naziregime, met als bekendste voorbeeld de mislukte aanslag en staatsgreep door een groep rond Claus Schenk von Stauffenberg. Ook hebben een aantal bevelhebbers orders tot executies van joden en/of krijgsgevangenen genegeerd en zijn er gevallen bekend van Wehrmachtsoldaten die joden hebben geholpen onder te duiken.

## Geschiedenis
Bij het Verdrag van Versailles werd de schuld van de Eerste Wereldoorlog (vanaf het begin was dit al omstreden) helemaal bij Duitsland neergelegd, en er werden strafmaatregelen tegen de Duitse staat afgekondigd. Een van deze maatregelen betrof een eis met betrekking tot de maximale omvang van de strijdkrachten waaraan Duitsland zich diende te houden.
Binnen officierskringen heerste grote weerstand tegen de eenzijdigheid van de conclusies van Versailles. Hoewel het noodzakelijk was zich (in ieder geval formeel) aan de beperkingen van Versailles te onderwerpen, werd vanaf het midden van de jaren twintig organisatorisch en tactisch de grondslag gelegd voor de herbewapening van Duitsland.
Doordat het leger noodgedwongen een vrij kleine organisatie was geworden, en de personeelsquota liever door officieren dan door manschappen opgevuld werden, kregen jonge officieren en radicalen de mogelijkheid nieuwe tactieken te ontwikkelen die een mogelijke compensatie zouden kunnen zijn voor de beperkte omvang van de strijdkrachten. Waar de klassieke militaire doctrine bij de overwinnaars onaantastbaar bleef, richtte deze nieuwe generatie van officieren haar aandacht met name op twee wapens, die in de Eerste Wereldoorlog nog een zeer kleine rol gespeeld hadden, en daarom minder aan beperkingen onderhevig waren: de gemechaniseerde strijdkrachten (tanks), en de luchtmacht. Er werd een theorie opgebouwd over hoe deze beide wapens optimaal zouden kunnen functioneren op het slagveld van de toekomst: het Blitzkrieg-concept was geboren. Dit concept hield in dat gemechaniseerde divisies (vooral tanks) de vijand snel zouden omsingelen en vervolgens vernietigen met hulp van de Luftwaffe.
Na de machtsovername van de nazi's in 1933 kwam de Wehrmacht onder leiding van de nazi's en kreeg zodoende een hoofdrol in de aanstaande oorlogen. Hitler stelde veel belang in de vorming van een militaire macht om zijn enorme buitenlandse ambities te realiseren en gaf politieke dekking aan de eerste overschrijdingen van de Versailles-verplichtingen. Daarnaast ruimde hij de Sturmabteilung, op dat moment de enige concurrent voor de militaire macht van nazi-Duitsland, uit de weg in de Nacht van de Lange Messen.
Tegen het einde van de jaren dertig werd zelfs de schijn van het gehoorzamen van de Versailles-bepalingen niet meer opgehouden, en was het leger weer een trots onderdeel van het vernieuwde Duitsland geworden. De eerste campagnes van de oorlog bewezen de doeltreffendheid van de vernieuwende Blitz-Krieg methode. Daarmee werden de ouderwetse doctrines eenvoudig verslagen (Polen, Noorwegen, Denemarken, Nederland, België, Luxemburg, Griekenland, Joegoslavië, Frankrijk, (en de Sovjet-Unie tot 1942) en het leger won enorm aan prestige.
De grote vergissing van Hitler was de Blitzkrieg in Rusland in te zetten. De zware, langdurige gevechten om o.a Stalingrad, putte de Wehrmacht uit en de Blitzkrieg was duidelijk ten einde. Dit feit, tezamen met de zware geallieerde bombardementen op de Duitse industrie en het falen van de Wehrmacht om de olievelden in de Kaukasus in handen te krijgen, maakte definitief een einde aan het imago van de Wehrmacht als zijnde 'onoverwinnelijk.'
Na de oorlog werd de Wehrmacht ontbonden en in 1955 werd uiteindelijk in de Bondsrepubliek Duitsland een nieuw leger, de Bundeswehr, gevormd. Een jaar later werd in de Duitse Democratische Republiek de Nationale Volksarmee opgericht. Beide legers namen veel soldaten van de voormalige Wehrmacht in hun rangen op.

## Onderdelen
De Wehrmacht bestond uit de onderdelen:
- Heer (landmacht)
- Kriegsmarine (zeemacht)
- Luftwaffe (luchtmacht)

De Wehrmacht was een dienstplichtleger en zou initieel worden opgebouwd rond zesendertig divisies en twaalf legerkorpsen.
Van de circa achttien miljoen soldaten die in totaal bij de Wehrmacht hebben gediend zijn er ongeveer vijf miljoen gesneuveld.

## Bijzondere kenmerken

### Sterktes
Op diverse gebieden stond de Wehrmacht vooraan in de ontwikkeling, zoals met:
- Tactiek en strategie:
  - Nauwe samenwerking van tactische luchtstrijdkrachten met grondtroepen: "combined arms";
  - Alle tanks en veel ondersteuningsvoertuigen werden met radioapparatuur uitgerust (in tegenstelling tot bv het Sovjetleger);
  - Hierdoor aldus gebruik van penetratietactieken door een snelle, kleine tankmacht, gevolgd door insluiting met infanterie. Later is dit als Blitzkrieg betiteld, alhoewel dit nooit een uitgeschreven doctrine was.
  - Het zeer succesvolle optreden van groepen U-Boten in zg. 'wolfpacks';
  - Het ontwikkelen van luchtlandings- en para-aanvallen (waarbij die op Den Haag en Rotterdam op 10 mei 1940 de eerste grote ter wereld was en overigens mislukte).
- Bevelvoering en training van de manschappen:
  - De Duitse soldaten waren in het begin van de oorlog beter en uitvoeriger getraind dan hun geallieerde tegenhangers (naarmate de oorlog verder liep, ging deze ervaring steeds meer verloren en de steeds jongere en onervarenere manschappen betaalden daarvoor de prijs).
  - Hoewel strikt hiërarchisch, handelde de Wehrmacht op efficiënte wijze met "Auftragstaktik".
- Bewapening:
  - De luchtmacht (Luftwaffe) was aanvankelijk het speerpunt van de successen en uiterst gevreesd. De Luftwaffe had aan het begin van de Tweede Wereldoorlog uitstekende toestellen, zoals de met injectiemotor uitgeruste Messerschmitt Bf 109, maar door de vlugge ontwikkeling en het steeds groter wordende strijdgebied van het conflict en bijhorende stijgende nood aan hoge autonomie begon de slagkracht af te nemen;
  - Het 88-mm luchtdoelkanon bleek - alhoewel enkel als luchtafweer ontwikkeld - inzetbaar als succesvol multifunctioneel kanon (luchtdoel, antitank, artillerie,...) en bleek het beste in zijn soort en zeker ook het meest gevreesde;
  - Het MG 34 machinegeweer was licht, multifuntioneel (in/op voertuigen, tanks, infanterie) en bezat een hoge vuurkracht.
- Hoogwaardige techniek die leidde tot o.m. de Me 262, het eerste operationeel ingezette straalvliegtuig ter wereld, de V1, het eerste kruisvluchtwapen en de eerste operationele raket, de V2 (die te laat kwamen om het tij te kunnen keren); ook de ontwikkeling van codeerapparatuur zoals de Enigma stond op een hoog niveau.

### Zwaktes
Opvallende zwaktes van de Wehrmacht waren:
- Logistiek: de Blitzkrieg had een gevaarlijk nadeel: als de voorhoede te snel doorstootte, raakte de bevoorrading in het gedrang. De Wehrmacht had in tegenstelling tot vooral de westerse geallieerden geen uitgebreide mechanisatie in de vorm van vrachtwagens. Alhoewel het spoorwegenvervoer goed geregeld was, was het netwerk beperkt tot West-Europa en waren daarenboven de sporen in Russisch gebied van een ander formaat. Duits legermateriaal werd vaak met paard en wagen vervoerd. Ook had het Derde Rijk een gebrekkige toevoer van veel grondstoffen, waaronder edelmetalen en olie. Benzine was nauwgezet gerantsoeneerd vanaf de eerste oorlogsdag. Bij elke operatie moest tevoren worden nagedacht over de consequenties voor de brandstofsituatie.
- Productie en industrie: de gecentraliseerde oorlogseconomie kwam vertraagd op gang in het Derde Rijk. In feite brak de oorlog een paar jaar te vroeg uit om productie en oorlogsvoering op elkaar af te kunnen stemmen. Pas in 1942-1943 stond de Duitse economie helemaal ten dienste van de oorlogsproductie. Het gevolg was een continu gebrek aan vervangingsmateriaal en problemen bij de productie van nieuwe ontwerpen omdat van de industrie steeds het uiterste werd gevraagd. Buitgemaakt buitenlands wapenmateriaal zoals Skoda tanks en voertuigen werden op grote schaal ingezet om de tekorten te compenseren. De Duitse industriële capaciteit was steeds te klein, zelfs als het ging om basismaterialen.
- Tanks: alhoewel het Derde Rijk naar aanleiding van propagandabeelden van immense hordes "Panzers" die Europa onder de voet lopen gemakkelijk wordt geassocieerd met het begrip "tankoorlog" was hier in de praktijk nauwelijks sprake van. Duitsland begon de veldtocht in Polen met amper een handvol tanks die naam waardig. Het beschikte wel over een groot arsenaal aan lichte voertuigen bewapend met machinegeweren. Tegen september 1939 liepen er maandelijks hoogstens tientallen tanks van de productieband. De eerste Duitse tanks waren ook helemaal niet ontwikkeld vanuit het latere concept met zware bepantsering. In 1939 hadden de zwaarste tanks minder dan 20mm pantser. Vele daarvan gingen verloren in Polen. In mei 1940 ging de Duitse inval in de Lage Landen van start met minder dan 3000 tanks, waaronder veel buitgemaakte Tsjechische Skoda tanks en lichte verkenningstanks. De geallieerde strijdmachten had er bijna drie maal zoveel voorhanden. Het Duitse succes lag dus niet zozeer in tankgevechten, maar bij het door een snelle opmars ontwijken van de geallieerden, de penetratie van geconcentreerd pantsermaterieel door de zwakste plekken in de geallieerde verdediging en de massale inzet van de Luftwaffe. Een groot voordeel van de eerste generatie Duitse tanks (tot 1940) was dan weer wel dat ze gemakkelijk te verbeteren waren. De koepels waren bijvoorbeeld te groot ontworpen voor de bewapening, waardoor in tweede instantie zwaardere kanonnen geplaatst konden worden. Later volgde de invoering van de legendarisch geworden zwaardere tanks, zoals de Tiger en Panther tanks. Maar die laatste hadden ook nadelen; de productie had te kampen met een beperkte grondstofvoorraad waardoor er onder andere problemen ontstonden met de rubberkwaliteit. De staalkwaliteit ging ook licht achteruit. Dwangarbeid werkte sabotage en productiefouten in de hand. Tijdsgebrek leidde tot minder goed doordachte ontwerpen van onderdelen. Een goed voorbeeld hiervan was het ontwerp van de Tiger I: het pantser was opgebouwd uit rechthoekige i.p.v. schuine vlakken. Het brandstofverbruik lag hierdoor erg hoog, en rechte bepantsering maakte penetratie van een vijandelijke granaat waarschijnlijker. De Panther kampte in het begin van zijn productie met veel mechanische problemen, maar gaandeweg werden deze weggewerkt, waardoor hij zeer goed weerwerk kon bieden tegen o.a. de Russische T-34. Daar dit echter pas in de laatste jaren van de oorlog gebeurde, was het te laat om het tij te kunnen keren.
- Artillerie: terwijl het Duitse Keizerrijk bij het uitbreken van de Eerste Wereldoorlog in 1914 aanvankelijk in het voordeel was dankzij een immens arsenaal aan artillerie, was de Tweede Wereldoorlog een compleet ander strijdtoneel. Er was steeds een geallieerd overwicht aan artillerie en bijhorende munitievoorraden. Aanvankelijk kon dit volledig gecompenseerd worden door het overwicht van de Luftwaffe.
- Marine: uitgezonderd de U-boot vloot stelde de Duitse Marine in de nazitijd weinig voor in vergelijking met de marine van het Duits Keizerrijk. Een groot deel van de oppervlaktevloot werd al tijdens de campagne in Noorwegen vernietigd, en later werden een voor een de Duitse slagschepen (o.a. de Bismarck) tot zinken gebracht. Een snelle aanvulling en opbouw was onmogelijk. Het Derde Rijk was gedwongen te kiezen voor een landoorlog met de Sovjet-Unie omdat dit na het verliezen van de Slag om Engeland de enige optie was.
- Luchtlandingen: brachten als nieuw fenomeen aanvankelijk veel tactische voordelen met zich mee. In het begin van de oorlog werden spectaculaire successen geboekt (voorbeelden zijn de verovering van fort Eben-Emael en het Albertkanaal in België). Soms bleven de verwachte resultaten echter uit. In de Slag om Den Haag, de eerste grote luchtlandingsoperatie ter wereld, mislukte de aanval vrijwel volledig - de stad werd niet ingenomen, honderden mannen sneuvelden en honderden raakten gevangen. Ook een latere Landing op Kreta bleek sterk verliesgevend. In plaats van de fouten en oplossingen ervoor te bespreken en te evalueren, verbood Hitler verdere luchtlandingsoperaties. De luchtlandingstroepen werden daarna voornamelijk als infanterie ingezet. Deze beslissing werkte door bij onder andere het Ardennenoffensief. Daarbij mislukte een luchtlanding achter de Amerikaanse linies volledig, mede door het jarenlang niet meer uitvoeren van dergelijke operaties.
- Opperbevel: het accepteren van Hitler als opperbevelhebber van de Wehrmacht halverwege de oorlog leidde tot grote verliezen, zoals in de Slag om Stalingrad. Ook het meewerken aan Hitlers ambities met betrekking tot de Russische campagne, zonder geëigende voorbereiding (winterkleding, winteraanpassing materieel, inzicht in herfst- en voorjaarsomstandigheden) leidde tot enorme verliezen.

## Rol bij vernietiging
De Wehrmacht heeft een cruciale rol gespeeld in de veroveringspolitiek van Adolf Hitler. Ook aan de vernietigingspolitiek van Hitler zoals de Jodenvervolging heeft de Wehrmacht voor een deel bijgedragen. Tijdens de processen van Neurenberg werden de generaals (Wilhelm Keitel en Alfred Jodl) van de landmacht en Hermann Göring van de Luftwaffe tot de dood veroordeeld, al werd het Oberkommando der Wehrmacht als organisatie vrijgesproken.
Vaak bestaat het beeld dat enkel de SS verantwoordelijk waren voor alle Duitse oorlogsmisdaden, maar net als de SS maakte ook een deel van de Wehrmacht zich schuldig aan oorlogsmisdaden, waaronder verkrachtingen en moordpartijen (enkele voorbeelden zijn Vinkt, Ciepielów, Mir, Treuenbrietzen en Kefalonia). De overgrote meerderheid van die misdaden vond plaats in de Sovjet-Unie. Veldmaarschalk Walter von Reichenau was de fanatiekste nazi onder de militaire bevelhebbers: hij spoorde zijn manschappen aan tot het vermoorden van de Joden en is direct verantwoordelijk voor het doden van een groep van negentig Joodse kinderen, wier ouders al eerder waren vermoord. Betrouwbare cijfers over hoeveel militairen van de Wehrmacht deelnamen aan oorlogsmisdaden zijn er niet (schattingen variëren tussen 5 en 60 procent), net als het aantal slachtoffers dat ze maakten.
Daarentegen ontstond binnen de Wehrmacht onder steeds meer leden een afkeer van de nazi-ideologie en dat reeds vanaf 1938 binnen het leger verzet werd gepleegd tegen het regime. Het bekendste geval hiervan is de mislukte aanslag op Hitler, en daaropvolgende staatsgreep, die een groep rond kolonel Claus Schenk von Stauffenberg op 20 juli 1944 pleegde (deze staatsgreep werd echter reeds binnen enkele uren door het nazi-regime verijdeld). Ook zijn er met zekerheid een aantal gevallen bekend (waaronder sergeant Anton Schmid en kapitein Wilm Hosenfeld) van soldaten van de Wehrmacht die joden hebben geholpen uit de handen van de nazi's te blijven. Tevens zijn er gevallen bekend van bevelhebbers die orders om joden en/of krijgsgevangenen te executeren, niet hebben uitgevoerd of doorgegeven (voorbeelden daarvan zijn veldmaarschalk Erwin Rommel en zelfs een aantal (lokale) bevelhebbers aan het oostfront).